# Помона-Парк (Флорида)
Помона-Парк (англ. Pomona Park) — місто (англ. town) в США, в окрузі Патнем штату Флорида. Населення — 784 особи (2020).

## Географія
Помона-Парк розташована за координатами 29°29′59″ пн. ш. 81°35′38″ зх. д. / 29.49972° пн. ш. 81.59389° зх. д. (29.499606, -81.593959).  За даними Бюро перепису населення США в 2010 році місто мало площу 8,88 км², з яких 7,84 км² — суходіл та 1,04 км² — водойми.

## Демографія
Згідно з переписом 2010 року, у місті мешкало 912 осіб у 358 домогосподарствах у складі 222 родин. Густота населення становила 103 особи/км².  Було 500 помешкань (56/км²).
Расовий склад населення:
| - 81,1 % — білих - 7,9 % — чорних або афроамериканців - 1,3 % — корінних американців - 1,2 % — азіатів - 6,6 % — осіб інших рас |

До двох чи більше рас належало 1,9 %. Частка іспаномовних становила 15,4 % від усіх жителів.
За віковим діапазоном населення розподілялося таким чином: 24,3 % — особи молодші 18 років, 55,6 % — особи у віці 18—64 років, 20,1 % — особи у віці 65 років та старші. Медіана віку мешканця становила 40,3 року. На 100 осіб жіночої статі у місті припадало 98,7 чоловіків;  на 100 жінок у віці від 18 років та старших — 98,3 чоловіків також старших 18 років.
Середній дохід на одне домашнє господарство  становив 37 387 доларів США (медіана — 28 580), а середній дохід на одну сім'ю — 51 250 доларів (медіана — 44 886). За межею бідності перебувало 24,1 % осіб, у тому числі 32,2 % дітей у віці до 18 років та 14,8 % осіб у віці 65 років та старших.
Цивільне працевлаштоване населення становило 269 осіб. Основні галузі зайнятості: роздрібна торгівля — 22,3 %, освіта, охорона здоров'я та соціальна допомога — 20,1 %, будівництво — 15,6 %.